# Nature Cat
Nature Cat is een Canadees-Amerikaanse animatieserie geproduceerd door Spiffy Pictures, WTTW en 9 Story Media Group. De serie is gedistribueerd door PBS Kids, en gemaakt door Adam Rudman, David Rudman en Todd Hannert.

## Verhaal
De serie volgt Fred, een huiskat die ervan droomt buiten te verkennen. Zodra zijn familie voor de dag vertrekt, verandert hij in Nature Cat, die niet kan wachten op excursies in de achtertuin. Fred heeft echter één probleem: hij heeft geen instinct voor de natuur. Door de leerervaringen van de personages is deze serie bedoeld om kinderen aan te moedigen op dezelfde manier met de natuur om te gaan en deze te begrijpen.